# Enyalioides anisolepis
Espèce
Enyalioides anisolepis est une espèce de sauriens de la famille des Hoplocercidae.

## Répartition
Cette espèce se rencontre en Équateur dans la province de Zamora-Chinchipe et au Pérou dans la région de Cajamarca dans la province de San Ignacio.

## Description
Le mâle holotype mesure 130 mm de longueur standard et 220 mm de queue.

## Publication originale
- Torres-Carvajal, Venegas & de Queiroz, 2015 : Three new species of woodlizards (Hoplocercinae, Enyalioides) from northwestern South America. ZooKeys, no 494, p. 107-132 (texte intégral).